# Union County, Iowa
Union County är ett administrativt område i delstaten Iowa, USA, med 12 534 invånare. Den administrativa huvudorten (county seat) är Creston.

## Geografi
Enligt United States Census Bureau har countyt en total area på 1 103 km². 1 099 km² av den arean är land och 4 km² är vatten.

### Angränsande countyn
- Adair County - nordväst
- Madison County - nordost
- Clarke County - öst
- Ringgold County - söder
- Adams County - väst

### Orter
- Afton
- Creston (huvudort)